# Eriborus rubriventris
Eriborus rubriventris är en stekelart som först beskrevs av Tosquinet 1903.  Eriborus rubriventris ingår i släktet Eriborus och familjen brokparasitsteklar. Inga underarter finns listade i Catalogue of Life.